# Veronica Kircher
Veronica Kircher (* 11. August 1929 in London, Vereinigtes Königreich; † 11. Dezember 2021 in Münster) war eine deutsche Heilpädagogin und Hochschullehrerin für Psychologie.

## Leben
Kircher war die Enkelin von Anton Urspruch; ihre Eltern waren der Journalist Rudolf Kircher und die Pianistin Theodora Urspruch. Sie wuchs unter anderem in Berlin, Rom und Südtirol auf. 1945 konvertierte sie vom Protestantismus zum Katholizismus. Sie studierte an der Universität Freiburg (im Üechtland, Schweiz) Heilpädagogik und promovierte in Philosophie bei Norbert A. Luyten. In dieser Zeit schloss sie sich einer dominikanischen Laien-Gemeinschaft an. 
1959 kam sie als Dozentin an die Westfälische Wohlfahrtsschule nach Münster, die wenige Jahre später zur Höheren Fachschule für Sozialarbeit wurde. An der Akademie für Jugendfragen in Münster absolvierte sie bei Cora Baltussen eine Weiterbildung in Social Casework sowie die Ausbildung zur Supervisorin. 1971 wurde die Fachschule in die Katholische Hochschule Nordrhein-Westfalen am Standort Münster integriert, und Kircher wurde eine der ersten Professorinnen.
Veronica Kircher engagierte sich ab 2009 für das musikalische Werk ihres Großvaters und war Mitgründerin der Anton-Urspruch-Gesellschaft e. V.
Kircher wurde in Münster auf dem Mauritz-Friedhof beigesetzt.

## Schriften
- Die Freiheit des körpergebundenen Willens. Fribourg: Universitätsverlag 1957 (Arbeiten zur Psychologie, Pädagogik und Heilpädagogik, 15).
- Realismus und Optimismus in der Sozialarbeit. In: Jugendwohl. Zeitschrift für Kinder- und Jugendfürsorge 50 (5/1969), S. 178–186.
- Zum Problem einer praxisbezogenen Ausbildung für den Beruf des Sozialarbeiters. In: Unsere Jugend 21 (9/1969), S. 397–403.
- Eine Übersicht zur Arbeitsform Soziale Einzelhilfe, Freiburg im Breisgau: Lambertus 1972.
- 2. Beispiel: Lehrveranstaltung Intermethodik. In: Katholische Fachhochschule Nordrhein-Westfalen (Hg.): Lehrplanentwicklung für Sozialarbeiter und Sozialpädagogen. Unter Mitarbeit von Teresa Bock, Louis Lowy und anderen. Freiburg im Breisgau: Lambertus 1974, S. 99–106.
- Nähe und Distanz im helfenden Prozess. In: Jugendwohl. Zeitschrift für Kinder und Jugendhilfe 94 (6/1992), S. 263–270.
- Methodenlehre als Kernbereich sozialarbeiterischer Ausbildung: Entwicklungen, Krisen, Wandlungen im persönlichen Rückblick, in: Katholische Fachhochschule Nordrhein-Westfalen, Abteilung Münster (Hg.): Theorie und Praxis sozialer und pädagogischer Lehre im Blickpunkt. 75 Jahre Ausbildungsstätte für soziale Arbeit in Münster, Münster 1992, S. 71–83.